# Alovera
Alovera es un municipio y localidad española de la provincia de Guadalajara, en la comunidad autónoma de Castilla-La Mancha. El término municipal, ubicado en la comarca de la Campiña de Guadalajara, tiene una población de 13 585 habitantes (INE 2024).

## Etimología
El nombre de este municipio está compuesto por los términos germánicos al 'todo' y wer 'verdadero'.[cita requerida]

## Símbolos
La descripción textual del escudo, aprobado el 23 de junio de 1994 es la siguiente:

Escudo español tajado: Uno, de sinople, un pozo de oro. Dos de gules, un molino de agua de plata y en la punta ondado de azur y plata. Al timbre, la corona real cerrada.
Diario Oficial de Castilla-La Mancha nº 33 de 1 de julio de 1994

La descripción textual de la bandera, aprobada el 26 de enero de 2018 es la siguiente:

Bandera rectangular de proporciones 2:3, formada por una franja diagonal ondeada del ángulo inferior del asta al superior del batiente, de color azul fileteada de blanco, siendo verde el triángulo del asta y rojo el del batiente. Al centro carga el escudo municipal con una altura de un 50% del ancho de la bandera.
Diario Oficial de Castilla-La Mancha nº 28 de 8 de febrero de 2018

## Geografía
Ubicación
La localidad está situada a una altitud de 644 m sobre el nivel del mar.
| Noroeste: Quer                              | Norte: Cabanillas del Campo | Noreste: Cabanillas del Campo |
| Oeste: Villanueva de la Torre (Guadalajara) |                             | Este: Chiloeches              |
| Suroeste: Azuqueca de Henares               | Sur: Azuqueca de Henares    | Sureste: Chiloeches           |

## Historia

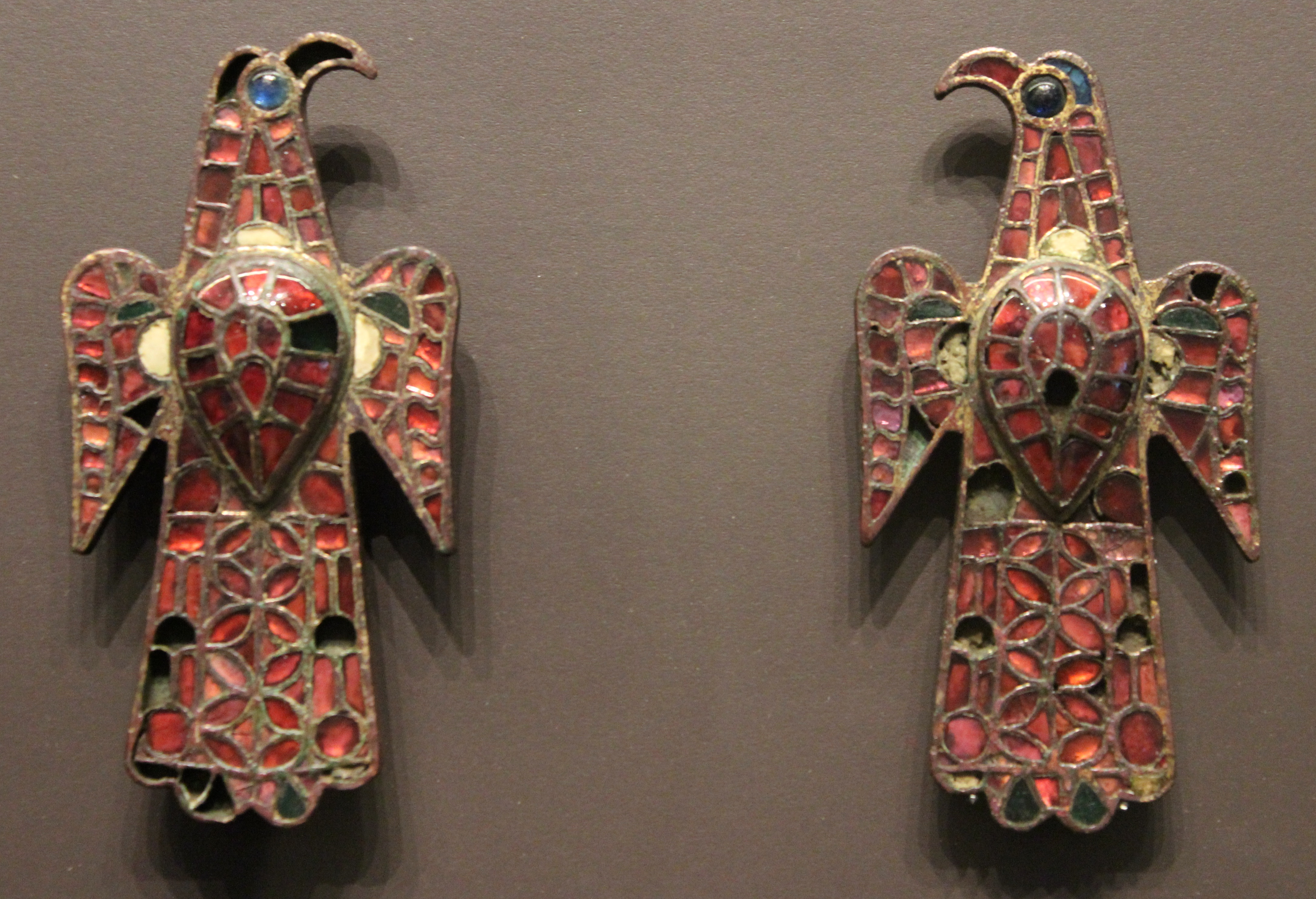
Fíbulas visigóticas de Alovera

La historia de Alovera se remonta a la época  con una cupa romana descubierta en 1999 en unas obras de reforma de la iglesia de San Miguel. Esta piedra resultó ser un monumento funerario que databa de los siglos I o II. La cupa mide 57 cm de alto, 40 cm de ancho y 80 cm de fondo. En la zona superior, se encuentra un orificio por el cual se introducía un focus de bronce para la realización de sacrificios. La inscripción de la cupa ha sido estudiada por los historiadores Juan Manuel Abascal Palazón y Armin Stylow, de la Universidad de Alcalá. Concluyeron que el texto era "Monumento a Pompeyo Fusco de 60 años", y que "su esposa Antonia Melusa lo mandó construir".
Además de la cupa, en la parte inferior de una de las columnas de la Iglesia de San Miguel se puede apreciar una base que se cree pudo pertenecer a una villa romana debido al aspecto de la piedra. Se cree que esta columna estaría en el peristilo de la villa.

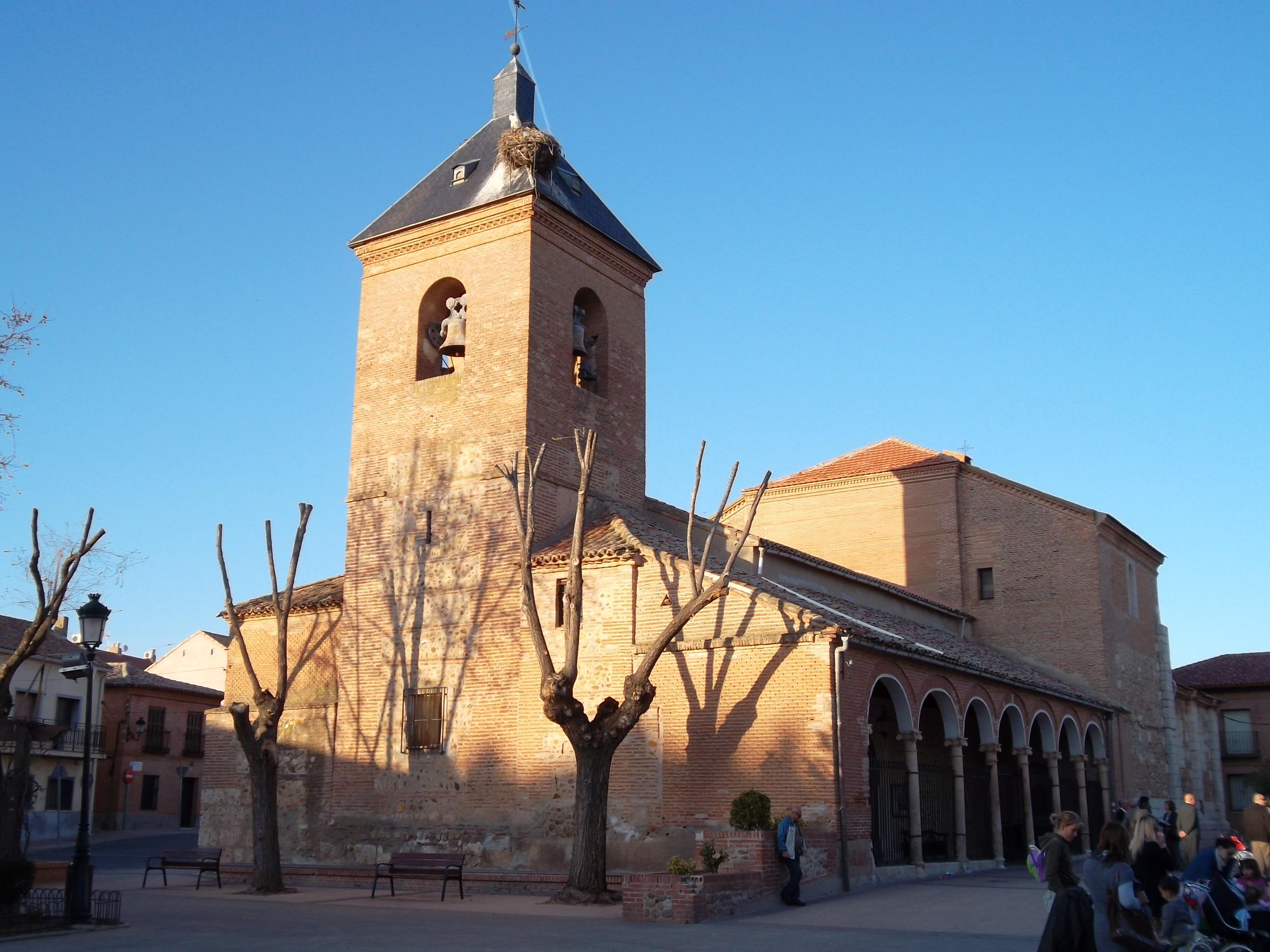
Iglesia de San Miguel

También sabemos de la presencia visigoda en Alovera gracias a las fíbulas de Alovera, que se pueden admirar actualmente en el Museo Arqueológico Nacional. Son dos fíbulas aquiliformes fabricadas con oro, bronce y vidrio mediante la técnica del cloisonné. Se datan en el siglo VI y se utilizaron como broches para unir la vestimenta.
Se comienza a oír hablar de Alovera en las crónicas a partir del siglo XVI, cuando Alovera era un asentamiento de agricultores que cultivaban las tierras de los monasterios de San Bartolomé de Lupiana, Santa Clara y San Bernardo. En este periodo pertenece a la Corona de Castilla y se encuadra administrativamente como parte del común de Guadalajara, aunque sin el título de villa.[cita requerida]
En el siglo XVI se construye la iglesia de San Miguel. Entre 1569 y 1587 se ocupa de la obra el maestro Nicolás de Ribero, aunque también colabora con él Juan de Buega y Juan Ballesteros. En 1690 se cierra la bóveda y se da por construido el templo. Este tiene tres naves y una torre además de un atrio cubierto. 
El retablo mayor es manierismo clásico y se hizo a posteriori, en el siglo XVII. Lleva la firma de los hermanos Juan González, Pedro González y Francisco González. En la parte central se encuentran el sagrario y una estatua de San Miguel. El sagrario está flanqueado por los cuatro evangelistas y en la parte superior se encuentra Cristo crucificado. 
Además del retablo principal se encuentra el de San Gregorio, realizado por discípulos de Juan de Borgoña y Juan Correa de Vivar. A una talla de la virgen en el centro, la rodean ocho cuadros de 70 x 70 cm que ofrecen imágenes de la vida de María y la infancia de Jesús (el nacimiento de la Virgen, la visitación a Santa Isabel, la asunción de María, la adoración de los Magos, la circuncisión de Cristo, la Presentación de Jesús en el Templo y Jesús ante los doctores). El cuadro central, algo más grande, representa el milagro de San Gregorio.
En la iglesia, también se puede apreciar un cuadro de La Piedad que se encuentra en la sacristía. Es una obra característica del manierismo flamenco de la segunda mitad del siglo XVI. Probablemente, su autor fuera Willem Key. En el techo de la sacristía se pueden apreciar bóvedas con pinturas de Rafael Pedrós.
Precisamente, el rey Felipe IV le concede ese título el 30 de enero de 1626 declarándose al pueblo Villahermosa de Alovera. Acto seguido, vende la villa a Lorenza de Sotomayor por 6 525 000 maravedíes. En ese momento, Lorenza de Sotomayor se convierte en la primera marquesa de Villahermosa y Alovera se desliga de Guadalajara. Por su parte, la recaudación de alcazabas fue concedida a don Carlos de Ibarra. El marqués, aparte de cobrar numerosos impuestos, también nombraba a los cargos municipales, incluyendo al alcalde. A día de hoy, continua el marquesado que pertenece a una familia madrileña aunque sin las numerosas prebendas del siglo XVII.
A mediados del siglo XIX, el lugar contaba con una población censada de 386 habitantes. La localidad aparece descrita en el decimosexto volumen del Diccionario geográfico-estadístico-histórico de España y sus posesiones de Ultramar de Pascual Madoz de la siguiente manera:

VILLAHERMOSA DE ALOVERA: v. con ayunt. en la prov. y part. jud. de Guadalajara (1 1/2 leg.), aud. terr de Madrid (8 1/2), c. g. de Castilla la Nueva, dióc. de Toledo (22): sit. en llano con buena ventilacion y saludable clima: tiene 200 casas; la consistorial; cárcel; escuela de instruccion primaria, á cargo de un maestro dotado con 1,100 rs.; una igl. parr. (San Miguel Arcángel) servida por un cura y un sacristan: confina el térm. con los de Valbueno, Cabanillas y Quer; dentro de él se encuentran muchas fuentes y las ermitas de La Soledad, Ntra. Sra. de la Paz y San Sebastian: el Terreno bañado por el Henares, es de buena calidad. caminos: los locales y la carretera de Madrid á Pamplona. correo: se recibe y despacha en Guadalajara. prod.: cereales, legumbres, vino, aceite y pastos con los que se mantiene ganado lanar, cabrío y mular. pobl.: 196 vec., 386 alm. cap. prod.: 11.520.100 rs. imp.: 168,900. contr.: 13.296.
(Madoz, 1850, p. 151)

Desde los inicios del siglo XXI Alovera experimenta un crecimiento demográfico sin precedentes. La llegada de nuevos habitantes de las ciudades cercanas y su buena comunicación entre Guadalajara y Madrid, propició este aumento poblacional. De los escasos 1.300 habitantes que había en los años 1990 la población se ha disparado hasta los más de 13.000 en los años 2020. En este sentido, se han construido nuevas urbanizaciones en los alrededores del núcleo urbano original, lo que ha hecho aumentar notablemente el tamaño de la localidad.

## Demografía
Alovera cuenta con una población de 13 585 habitantes (INE 2024).
| Gráfica de evolución demográfica de Alovera entre 1842 y 2021                                                       |
| |
| Población de derecho según los censos de población del INE Población de hecho según los censos de población del INE |

## Economía
La economía está basada principalmente en la producción industrial y, en menor medida, en los servicios, dejando atrás la producción agrícola y ganadera, ya muy escasa en la zona, que sostuvo a la villa hasta hace pocas décadas.
La fábrica de cervezas Mahou se encuentra en las afueras de esta localidad. Muchos aloverenses dependen de los servicios de localidades vecinas como Azuqueca de Henares, Guadalajara y Madrid.

## Política

### Elecciones municipales
| Resultados electorales en el municipio de Alovera (datos en %) |               |                     |       |       |       |            |            |
| Elecciones                                                     | participación | Alternativa Alovera | PP    | PSOE  | VOX   | Podemos-IU | Ciudadanos |
| Municipales 2019                                               | 62,33         | 25,66               | 18,10 | 21,06 | 9,62  | 10,99      | 13,99      |
| Municipales 2023                                               | 63,85         | 42,79               | 20,14 | 17,62 | 10,92 | 5,78       | 1,83       |

- Alternativa Alovera 8 concejales (+3)
- PP 3 concejales (0)
- PSOE 3 concejales (-1)
- Vox 2 concejales (+1)
- Unidas Podemos 1 concejal (-1)
- Ciudadanos 0 concejales (-2)

Después de las elecciones municipales del 28 de mayo de 2023, María Purificación Tortuero repite a la alcaldía del municipio por cuarta vez.